# شوتا كوداما
شوتا كوداما (باليابانية: 児玉 駿斗) (مواليد 3 ديسمبر 1998) هو لاعب كرة قدم ياباني.

## وصلات خارجية
- شوتا كوداما على موقع رابطة كرة القدم اليابانية للمحترفين (اليابانية)
- شوتا كوداما على موقع قاعدة بيانات كرة القدم.إي يو (الإنجليزية)
- شوتا كوداما على موقع Soccerway.com (الإنجليزية)
- شوتا كوداما على موقع عالم كرة القدم.نت (الإنجليزية)